# 聖三一教堂 (日利納)

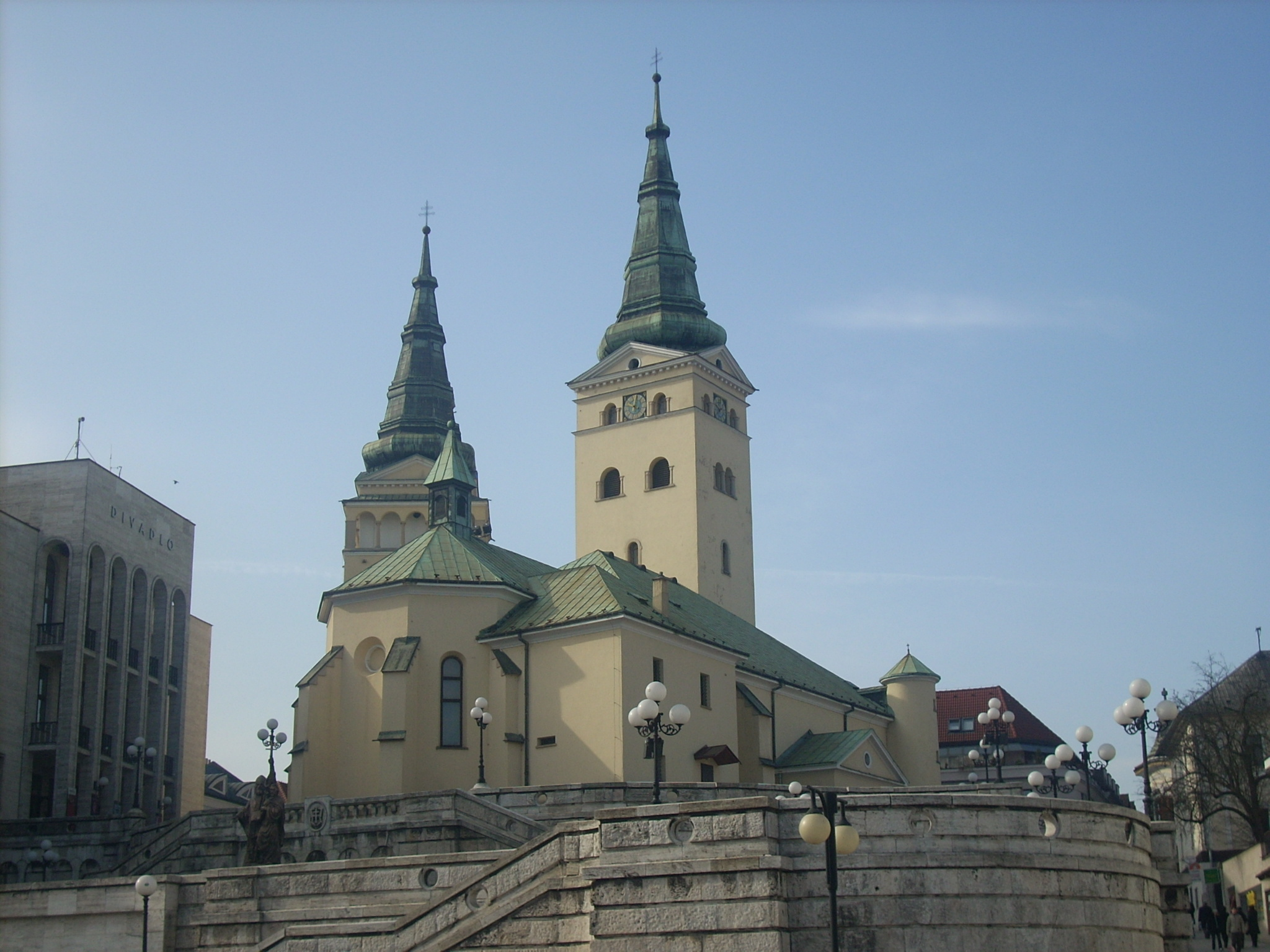
聖三一教堂

聖三一教堂是位於斯洛伐克城市日利納的一座羅馬天主教的教堂，也是日利納最知名的建築之一。教堂大約修建於1400年時。教堂最初為哥特式建築，但在經過多次改建後變為文藝復興式建築風格。教堂最近一次大改建是在1942年。自1942年開始，教堂是天主教日利納教區的主教座堂。
49°13′27″N 18°44′27″E / 49.22417°N 18.74083°E